# 801
سنة 801 م كانت سنة بسيطة تبدأ يوم الجمعة (الرابط يظهر نموذج التقويم الكامل للسنة) من التقويم اليولياني. بدأت تسمية السنة ب801 منذ العصور الوسطى المبكرة، عندما أصبح تقويم أنو دوميني هو الأسلوب السائد في أوروبا لتسمية السنوات.

## أحداث

### حسب المكان

#### أوروبا
- تنازل الإمبراطور شارلمان رسميًا عن إقليم نوردالبيان ( شليسفيغ هولشتاين الحديث) إلى الوثنيين Obotrites (حلفاء الإمبراطورية الكارولينجية ).[3]
- 3 أبريل – الملك لويس الورع ، ابن شارلمان ، يستولي على برشلونة بعد حصار دام عدة أشهر. تم تعيين بيرا أول عدد لبرشلونة .

#### بريطانيا
- يقود الملك إاردولف من نورثمبريا جيشًا إلى مرسيا ضد منافسه ، كوينولف ، من أجل طرد المطالبين الآخرين بعرش نورثمبريا.
- يبدو أنه تم عقد سينودس في تشيلسي ، حيث يسجل ميثاق موجود (سوير 158) تأكيدًا لمنحة أرض من كوين وولف ، ملك مرسيا التي كانت جزءًا من إجراءات المجلس.[4]

### حسب الموضوع

#### دين
رابانوس موروس ، الراهب الفرانكي البينديكتيني ، يأخذ نذوره في دير فولدا ويتلقى الرسامة كشماس .

## مواليد
- 8 سبتمبر – أنسجار ، راهب فرنجي ورئيس أساقفة ( توفي 865 )
- 17 يونيو – دروغو من ميتز ، الابن غير الشرعي لشارلمان
- الكندي ، فيلسوف مسلم وعالم متعدد الثقافات (تاريخ تقريبي)
- والدرادا من الديدان ، دوقة الفرنجة ، متزوج من كونراد الثاني
- وانغ تشنغ يوان ، جنرال من أسرة تانغ ( توفي 834 )

## وفيات
- هيثوبيرت ، أسقف لندن
- ربيعة البصري (رابعة العدوية ) ، صوفي مسلم وقديس ( مواليد 717 )
- يزيد بن مزيد الشيباني